# Grubovia krylovii
Grubovia krylovii är en amarantväxtart som först beskrevs av Dmitrij Litvinov, och fick sitt nu gällande namn av Helmut E. Freitag och G. Kadereit. Grubovia krylovii ingår i släktet Grubovia och familjen amarantväxter. Inga underarter finns listade i Catalogue of Life.